# Tyler Hilton

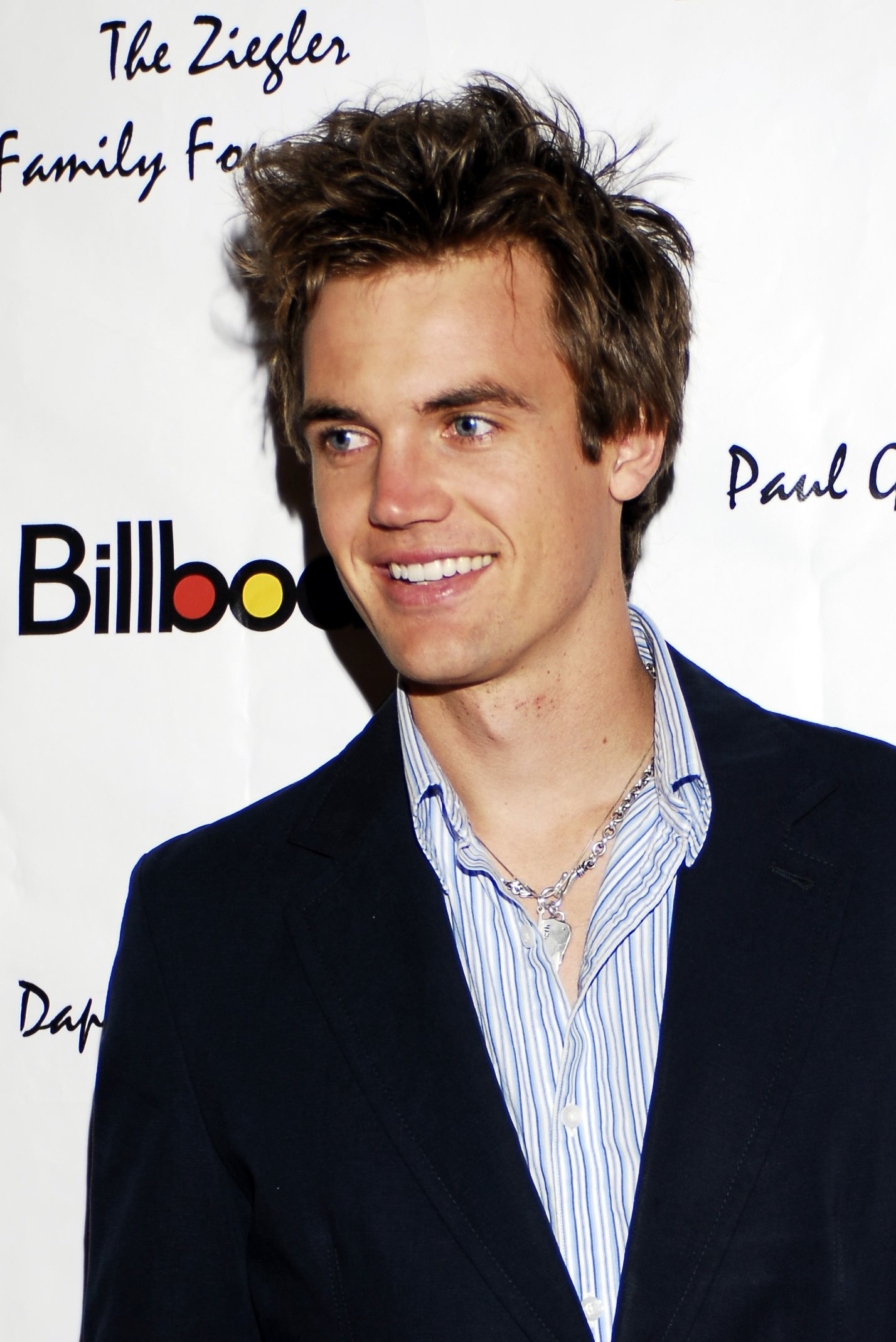
Tyler Hilton (2007)

Tyler James Hilton (* 22. November 1983 in Palm Springs, Kalifornien) ist ein US-amerikanischer Musiker und Schauspieler.

## Leben und Karriere
Hilton wurde 1983 als Sohn von Kristy und Robert Hilton geboren. Teile seiner Kindheit verbrachte er in Bermuda Dunes in Kalifornien. Auf Grund dessen, dass er mit viel Musik aufwuchs, brachte er sich in jungen Jahren selber Songs von Elvis Presley bei. Nachdem er kurze Zeit mit seiner Familie in Northern California gelebt hatte, zogen sie wieder in die Gegend von Palm Springs. Dort schrieb er seinen ersten eigenen Song, ein Lied für ein Mädchen namens Rhian. Später zog seine Familie ein weiteres Mal um, und zwar nach Coachella Valley. Dort besuchte er die La Quinta High School, wo er später mit Klassenkameraden eine Band gründete.
Er wurde vor allem durch die Rolle des Chris Keller in One Tree Hill bekannt, welche er von 2004 bis 2007 und 2012 verkörperte. Er steuerte zu deren Soundtrack auch eigene Songs bei. Er war auch in dem Musikvideo Teardrops on My Guitar von Taylor Swift zu sehen.
Er ist seit 2007 mit Megan Park liiert, die er am Set von Charlie Bartlett kennenlernte. Nachdem die beiden sich im Januar 2014 verlobt hatten, heirateten sie am 10. Oktober 2015 in Kalifornien.

## Filmografie
- 2004–2007, 2012: One Tree Hill  (Fernsehserie, 29 Folgen)
- 2005: Walk the Line
- 2007: Charlie Bartlett
- 2011: Single Ladies (Fernsehserie, 6 Folgen)
- 2014–2015: Extant (Fernsehserie, 20 Folgen)
- 2014: Castle (Fernsehserie, Folge 7x07)

## Diskografie
- 2000: Tyler Hilton
- 2004: The Tracks of Tyler Hilton
- 2012: Forget the Storm (US: #189)
- 2014: Indian Summer
- 2015: Live in London (mit Kate Voegele)
- 2019: City on Fire